# Les Quatre Saisons (Onet-le-Château)
Pour les articles homonymes, voir Les Quatre Saisons (homonymie).
Les Quatre Saisons est un quartier d'Onet-le-Château, commune de l'Aveyron.

## Géographie
Ce quartier est situé au sud-est de la commune d'Onet-le-Château. Il est relié aux Costes Rouges grâce au boulevard des Balquières, et à Rodez grâce à la rocade de Saint-Mayme.

## Histoire
Le quartier a été créé en 1960 par un vaste programme de logement lancé le 5 avril 1959. L'essentiel du quartier comprend des logements sociaux ; au total le quartier des Quatre Saisons compte 753 logements sociaux (613  logements  H.L.M et  un  FJT  de  120  places).
Le quartier a été mis en quartier prioritaire de la politique de la ville avec une surface de 17 hectares et 1500 habitants en 2013, dû notamment à son taux de pauvreté de 46 %.

## Démographie
| 1962 | 1968 | 1975 | 1982 | 1990  | 1999  |
| ---- | ---- | ---- | ---- | ----- | ----- |
| -    | -    | -    | -    | 5 587 | 5 523 |

## Accès
Ce quartier est desservi par la ligne 1 du réseau de transport urbain Octobus, ce une, voire deux fois par heure.
Les arrêts de bus : Barriac, les Rosiers, les Bruyères, Dispensaire, les Genevriers, Piscine 4 saisons, les Narcisses, Capucines.
Depuis le 3 janvier 2012 le réseau de transport urbain a changé et il se nomme Agglobus et offre plus de passage sur ce quartier.

## Lieux et monuments
- Piscine Paul-Géraldini
- MJC
- Théâtre La Baleine
- Collège des Glycines
- Ecole élémentaire des Genêts
- Médiathèque
- Gymnase des Glycines
- Stade municipal